# Synchiropus altivelis
Synchiropus altivelis — вид піскаркових, поширений у західній Індо-Пацифіці: Сейшельські Острови, Індонезія і північно-західна Австралія. Також від південної Японії до північного Південно-Китайського моря. Морська солонуватоводна демерсальна риба, сягає 17 см довжиною.